# 1685 en arts plastiques
| Années des arts plastiques : 1682 - 1683 - 1684 - 1685 - 1686 - 1687 - 1688    |
| Décennies des arts plastiques : 1650 - 1660 - 1670 - 1680 - 1690 - 1700 - 1710 |

Cette page concerne l'année 1685 en arts plastiques.

## Naissances
- 17 mars : Jean-Marc Nattier, peintre français († 7 novembre 1766),
- 15 novembre : Balthasar Denner, peintre allemand († 14 avril 1747),
- 16 novembre : Charles Sevin de La Penaye, peintre français († 17 mars 1740),
- 24 décembre: Hendrick van Hulst, portraitiste et poète français († 5 avril 1754),
- ? :
  - Auger Lucas, peintre français († 10 juillet 1765),
  - Zhang Geng, peintre chinois († 1760).

## Décès
- 12 janvier : Jean Hélart, peintre et décorateur français (° 1618),
- 25 mars : Nicolas Robert, miniaturiste et graveur scientifique français (° 18 avril 1614),
- 2 mai : Adriaen van Ostade, peintre néerlandais (° 18 décembre 1610),
- 17 mai : Claude François, franciscain récollet et peintre français (° 1614),
- 25 août : Francisco Herrera el Mozo, peintre et architecte baroque espagnol (° 1622),
- 10 septembre : Adam Colonia, peintre néerlandais (° 14 août 1634),
- 3 octobre :
  - Juan Carreño de Miranda, peintre espagnol (° 25 mars 1614),
  - Jan Hackaert, peintre néerlandais (° 1er février 1628),
  - Johann Heinrich Roos, peintre allemand (° 29 septembre 1631).